# Mike Hoare
Thomas Michael Hoare (Calcuta, Imperio de la India, Raj británico, 17 de marzo de 1919-Durban, Sudáfrica, 2 de febrero de 2020) también conocido como Mad Mike, fue un líder mercenario indoirlandés conocido por sus actividades militares en África y su intento fallido de llevar a cabo un golpe de Estado en las Seychelles.

## Primeros años y carrera militar
Hoare nació el día de San Patricio en Calcuta de padres irlandeses. Su padre era piloto de río. A los ocho años fue enviado a la escuela Margate College en Inglaterra y luego comenzó a estudiar contabilidad y, como no pudo ir a Sandhurst, se unió al Ejército Territorial. A los 20 años se unió a los London Irish Rifles al estallar la Segunda Guerra Mundial, y luego se unió al 2.º Regimiento de Reconocimiento del Royal Armoured Corps como segundo teniente y luchó en la campaña de Arakan en Birmania y en la batalla de Kohima en la India. Fue ascendido al rango de mayor. Después de la guerra, completó su formación como contador público, recibiéndose en 1948. Posteriormente emigró a Durban, provincia de Natal, en la Unión Sudafricana, donde más tarde dirigió safaris y se convirtió en mercenario en varios países africanos.

## Crisis del Congo
Durante la crisis del Congo Mike Hoare organizó y dirigió dos grupos mercenarios independientes que lucharon contra el Che Guevara.

### Katanga
La primera acción mercenaria de Mike Hoare fue en 1961 en Katanga, una provincia que intentaba separarse de la recién independiente República del Congo. Su unidad se llamaba Comando 4. Durante este tiempo se casó con Phyllis Sims, una azafata de una aerolínea.

### Rebelión de Simba
En 1964, el primer ministro congoleño Moise Tshombe, su empleador en Katanga, contrató al mayor Mike Hoare para liderar una unidad militar llamada Comando 5, de la Armée Nationale Congolaise (5 Comando ANC) (más tarde liderada por John Peters; no debe confundirse con el 5.º Comando la fuerza de comando británica de la Segunda Guerra Mundial) compuesta por unos 300 hombres, la mayoría de los cuales eran de Sudáfrica. Su segundo al mando era un compañero exoficial del ejército británico, el comandante Alistair Wicks. La misión de la unidad era combatir una revuelta conocida como la rebelión de Simba.
Más tarde, Hoare y sus mercenarios trabajaron en conjunto con paracaidistas belgas, pilotos cubanos en el exilio y mercenarios contratados por la CIA que intentaron salvar a 1600 civiles (en su mayoría europeos y misioneros) en Stanleyville de los rebeldes de Simba en la Operación Dragón Rojo (Operation Dragon Rouge). Esta operación salvó muchas vidas. Más tarde, Hoare fue ascendido a teniente coronel de la Armée Nationale Congolaise y el Comando 5 se expandió a una fuerza de dos batallones. Hoare lideró el comando desde julio de 1964 hasta noviembre de 1965.
Hablando sobre el conflicto, dijo: «No había querido nada más que tener al Comando 5 conocidos como parte integral del ANC, un Comando 5 destinado a asestar un golpe para librar al Congo del mayor cáncer que el mundo haya conocido — la enfermedad insidiosa y progresiva del comunismo.»
Más tarde, Hoare escribió su propio relato sobre el papel del Comando 5 en la guerra de mercenarios del Congo en la década de 1960, originalmente titulado Congo Mercenary y mucho más tarde republicado repetidamente simplemente como Mercenary (subtitulado "The Classic Account of Mercenary Warfare").

## Los Gansos Salvajes
A mediados de la década de 1970, Hoare fue contratado como asesor técnico para la película Los Gansos Salvajes, la historia ficticia de un grupo de soldados mercenarios contratados para rescatar a un depuesto presidente africano. El "Coronel Alan Faulkner" (interpretado por Richard Burton) fue modelado en Hoare. Al menos uno de los actores de la película, Ian Yule, había sido mercenario bajo el mando de Hoare, antes de lo cual había servido en el Regimiento de Paracaidistas británico y el Servicio Aéreo Especial (SAS). De los actores que interpretan a los mercenarios, cuatro habían nacido en África, dos eran prisioneros de guerra y la mayoría había recibido entrenamiento militar.

## Caso Seychelles y posterior condena

### Antecedentes
En 1978, los exiliados de Seychelles en Sudáfrica, en representación del expresidente James Mancham, discutieron con funcionarios del gobierno sudafricano la realización de un golpe de Estado contra el nuevo presidente France-Albert René, que se había «promovido» a sí mismo como presidente mientras era primer ministro mientras Mancham estaba fuera del país. La acción militar se decidió en Washington D. C., debido a las preocupaciones de los Estados Unidos sobre el acceso a su nueva base militar en la isla Diego García, la necesidad de trasladar las operaciones de las Seychelles a Diego García, y la determinación de que René no era alguien que estaría a favor de los estadounidenses.

### Preparación
Los asociados de Mancham se pusieron en contacto con Hoare, entonces en Sudáfrica como residente civil, para luchar junto a otros cincuenta y tres soldados mercenarios, incluidas las ex Fuerzas Especiales de Sudáfrica (Recces), exsoldados de Rodesia y ex mercenarios del Congo.
Hoare se reunió, en noviembre de 1981, con un grupo de mercenarios blancos de clase media, y los denominó "Ye Ancient Order of Froth Blowers" (AOFB), a semejanza de un caritativo club social inglés de la década de 1920. Para que el plan funcione, hizo pasar a los mercenarios como jugadores de un club de rugby y escondió los AK-47 en la parte inferior de su equipaje, como explicó en su libro The Seychelles Affair:

Éramos un club cervecero de Johannesburgo. Nos reuníamos formalmente una vez por semana en nuestro pub favorito en Braamfontein. Jugamos al rugby. Una vez al año organizamos unas vacaciones para nuestros miembros. Obtuvimos tarifas especiales de fletamento. El año pasado fuimos a Mauricio. De las mejores tradiciones del AOFB original, recolectamos juguetes para niños desfavorecidos y los distribuimos a los orfanatos [...] Me aseguré de que los juguetes fueran lo más voluminosos posible y pesaran poco. Los balones de rugby eran ideales. Estos fueron empacados en el equipaje especial sobre el fondo falso para compensar el peso del arma.
Hoare, Mike The Seychelles Affair

### Combate en el aeropuerto
La lucha comenzó prematuramente cuando uno de los hombres de Hoare entró accidentalmente en la línea de "algo que declarar" y el oficial de aduanas insistió en buscar en su bolso. Los rifles estaban bien ocultos en las mochilas de fondo falso, pero este encontró el rifle y el hombre de la aduana, huyendo de la escena, hizo sonar la alarma. Uno de los hombres de Hoare sacó el suyo, desmontó el AK-47 del compartimento oculto en el equipaje, lo montó, lo cargó y disparó al agente de aduanas que escapaba antes de que pudiera llegar al otro lado del edificio. El plan para el golpe prosiguió a pesar de este revés con un equipo de hombres de Hoare intentando capturar un cuartel. Los combates se produjeron en el aeropuerto y en medio de esto, un avión de Air India (avión Air India Boeing, vuelo 224), aterrizó en el aeropuerto, dañando una aleta en uno de los camiones esparcidos en la pista. Hoare logró negociar un alto el fuego antes de que el avión y los pasajeros fueran atrapados en el fuego cruzado. Después de varias horas, los mercenarios se encontraron en una posición desfavorable y algunos querían partir en el avión, que necesitaba combustible. Hoare aceptó la idea y el capitán del avión los subió a bordo luego de que Hoare había encontrado combustible para el avión. A bordo, Hoare le preguntó al capitán por qué había aterrizado cuando se le informó de la lucha que estaba teniendo lugar y respondió que una vez que el avión había comenzado a descender, no tenía suficiente combustible para volver a subir a la altitud de crucero y aun así ir a destino.
Los hombres de Hoare todavía tenían sus armas y Hoare le preguntó al capitán si permitiría que se abriera la puerta para poder deshacerse de las armas sobre el mar antes de regresar a Sudáfrica, pero el capitán se rio de los conocimientos obsoletos de Hoare sobre cómo el avión presurizado funcionaba y le dijo que no sería posible.

### Investigación y juicio
Cuatro de los soldados mercenarios quedaron atrás y fueron condenados por traición en las Seychelles.
En enero de 1982, una Comisión Internacional, nombrada por el Consejo de Seguridad de las Naciones Unidas en la resolución 496, investigó el intento de golpe de Estado. El informe de la ONU concluyó que las agencias de defensa sudafricanas estaban involucradas, incluido el suministro de armas y municiones.
Al estar asociados con los servicios de seguridad de Sudáfrica, los secuestradores fueron acusados inicialmente de secuestro, que no conlleva una sentencia mínima, pero esto se convirtió en secuestro después de la presión internacional.
Hoare fue declarado culpable de secuestro de avión y sentenciado a diez años de prisión. En total, 42 de los 43 presuntos secuestradores fueron condenados. Uno de los mercenarios, un veterano estadounidense de la guerra de Vietnam, fue declarado no culpable de secuestro, ya que había sido gravemente herido en el tiroteo y fue cargado a bordo mientras estaba sedado. Muchos de los otros mercenarios, incluido el más joven del grupo, Raif St Clair, fueron liberados en silencio después de tres meses en su propia ala de prisión. El cuñado de Hoare, Robert Sims, y la esposa en common law de Sims, Susan Ingles, no fueron acusados. Hoare pasó 33 meses en prisión hasta ser liberado después de una amnistía presidencial de Navidad.

### Consecuencias
Hoare era contador público y miembro del Instituto de Contadores Públicos de Inglaterra y Gales. Anteriormente, el Instituto había dicho que no podía expulsarlo a pesar de las protestas de los miembros, ya que no había cometido ningún delito y había pagado sus cuotas de membresía. Su encarcelamiento permitió al ICAEW expulsarlo de la membresía en 1983.
El relato de Hoare sobre la operación de Seychelles, The Seychelles Affair, fue muy crítico con el gobierno sudafricano.

## Vida personal
Hoare se casó con Elizabeth Stott en Nueva Delhi en 1945 y juntos tuvieron tres hijos, Chris, Tim y Geraldine.
Dejó la contabilidad y dirigió un negocio de automóviles. En 1954, condujo en moto por África desde Ciudad del Cabo hasta El Cairo. En 1958 estableció un negocio de safari en el Kalahari y el delta del Okavango. Siendo un marinero entusiasta, tenía un yate en Durban, y luego compró un barco comerciante báltico de 23 metros llamado Sylvia en el que navegó el Mediterráneo occidental durante tres años con su familia y escribió un libro sobre los viajes.
Después de divorciarse en 1960, se casó con la azafata de línea aérea Phyllis Sims en 1961 y tuvieron dos hijos, Michael Jeremy y Simon.
La novelista sudafricana Bree O'Mara (1968-2010) fue su sobrina. Ella escribió un relato de las aventuras de Hoare como mercenario en el Congo, que permaneció inédito en el momento de su muerte en el vuelo 771 de Afriqiyah Airways.

### Muerte
Hoare murió el 2 de febrero de 2020 en un centro de atención en Durban a la edad de 100 años.

## Otras lecturas
- Mockler, Anthony (1985). The new mercenaries (en inglés). Sidgwick & Jackson. ISBN 978-0283992964.
- Torsten Thomas/Gerhard Wiechmann: Moderne Landsknechte oder Militärspezialisten? Die "Wiedergeburt" des Söldnerwesens im 20.Jahrhundert im Kongo, 1960-1967, in: Stig Förster/Christian Jansen/Günther Kronenbitter (Hg.): Rückkehr der Condottieri? Krieg und Militär zwischen staatlichem Monopol und Privatisierung: Von der Antike bis zur Gegenwart, Paderborn u.a. 2009, p. 265-282.